# Cours Jean-Baptiste-Langlet
Le cours Jean-Baptiste-Langlet est une voie de la commune de Reims, située au sein du département de la Marne, en région Grand Est.

## Situation et accès
Le cours Langlet appartient administrativement au quartier centre-ville de Reims.
La voie est à double sens nord/sud sur toute sa longueur avec la voie du tramway en son centre. Elle remplace les rues du Carouge, des 2-Anges et de la Clef.

## Origine du nom
Elle porte le nom de Jean-Baptiste Langlet maire de la ville lors de la Grande Guerre.

## Historique
C'est l'une des rues qui furent créées à la suite des destructions de la Première Guerre mondiale en regroupant quatre anciennes rues. Elle est due à l'architecte Géo Ford, le cahier des charges prévoyait que les immeubles faisant angle de rue devaient avoir un dôme. Le poilu du 132e a été remplacé par la fontaine des Boucheries avant qu'elle soit aussi enlevée.

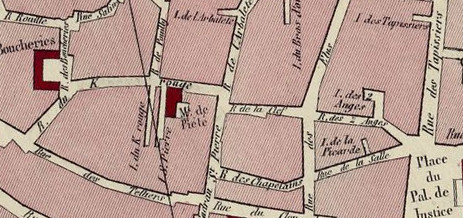
Les rues du K rouge, des Anges, de la Clef, des Chapelains et de la Salle sur la vue de 1844.
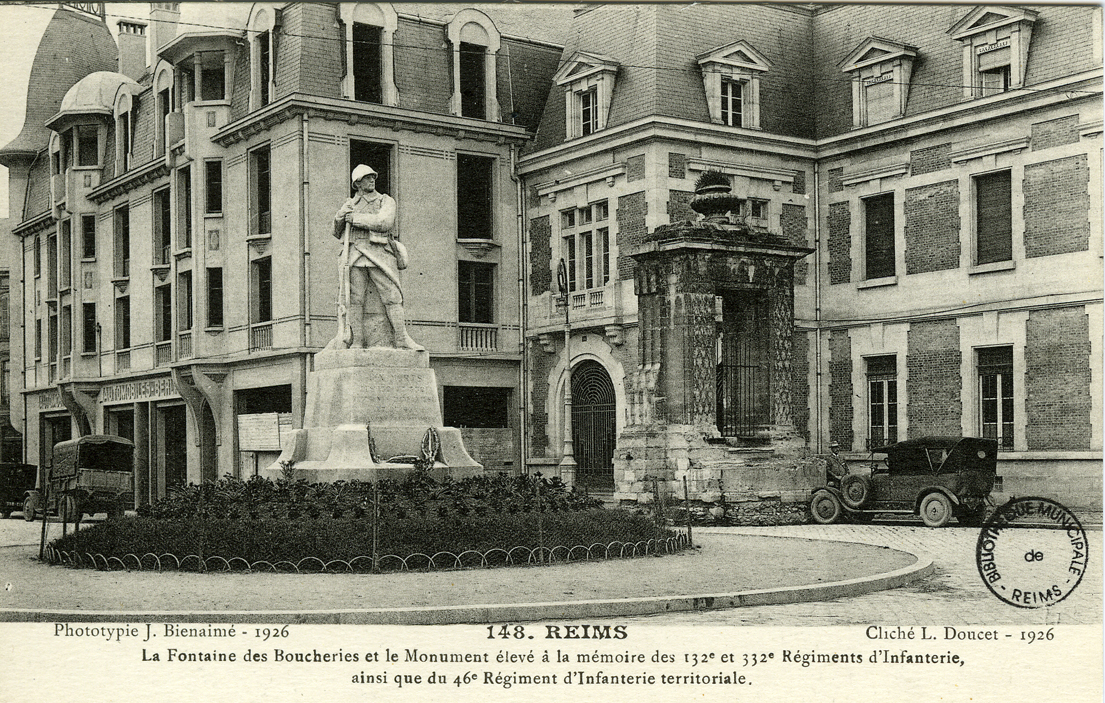
La fontaine et la statue en place sur le cours.

Max Sainsaulieu a été l'architecte des bâtiments 29 à 35, le 42 et le 32. Le 2 et la 41 sont l'œuvre de Constant Ouvière.
L'hôtel de la Mutualité de Reims est d'Albert Cuvillier et Ferdinand Amann. L'immeuble était offert par Olry Roederer sur un immeuble de la maison de Champagne en 1912. Il fut détruit par la Première Guerre mondiale et rebâti en 1927 pour être inauguré le 22 juin 1930. Il a accueilli le conservatoire de musique de Reims de 1927 à 1934.
Le 36 fut relevé par André Ragot, les 4 et 51/53 par Émile Dufay-Lamy. Léon Louvet fit le 17/23, le 50 est en béton armé réalisé sur les plans de Georges Bisson. Marcel Rousseau fait le 45 avec sa colonnade et Charles Lenostre l'immeuble de rapport du 37. François Maille édifie le 40 pour les frères René et Henri Druart.
Les 5 et 29/35 par Margotin&Roubert.

## Bâtiments remarquables et lieux de mémoire
En 2015, une stèle en mémoire du Docteur J.B. Langlet est installée sur le Cours Jean-Baptiste-Langlet face au n°53.
Elle comporte un médaillon d'Auguste Coutin à son effigie, portant l'inscription "Docteur J.B. Langlet, maire de Reims 1908-1919".
Ce médaillon était initialement incrusté sur la Fontaine des Boucheries et a été inauguré par le président de la république Albert Lebrun, le 2 juin 1935.
- Au n° 12 : l'hôtel de la Mutualité est construite en 1926-1927 sur l’emplacement des premiers bureaux et caves de la Maison Louis Roederer . Il est repris comme éléments de patrimoine d’intérêt local[1].
- Au 17-21 : cet immeuble Remarquable, est le témoignage de l’architecture éclectique avec ses imposants atlantes sculptés (statue masculine jouant le rôle d’une console supportant une saillie). Il est repris comme éléments de patrimoine d’intérêt local[2].
- Au n°23 :  cet immeuble Remarquable a une composition architecturale symétrique à 6 travées. Il est repris comme éléments de patrimoine d’intérêt local[3].
- Au n°29-35 : Immeuble de rapport dû successivement à Max Sainsaulieu (P.C. en 1923) puis à Margotin et Roubert (P.C. en 1931), Edifice marquant par sa position en angle et son imposante coupole. Il est repris comme éléments de patrimoine d’intérêt local[4].
- Au n°41 : cet hôtel particulier du Docteur Fontaine, de l'architecte Constant OUVIERE,  est un édifice marquant, d’une approche assez massive, qui se situe cours Langlet, une des artères créées pour la promenade au centre de Reims, dans l’axe de la tour Nord de la Cathédrale. Il est repris comme éléments de patrimoine d’intérêt local[5].
- Au n°45 : Cette très originale maison-pergola (arrêté de permis de construire de 1926), de l'architecte Marcel Rousseau (1892-1992), est composée en fait d’un seul passage-garage vers l’hôtel particulier, dont l’accès se situe rue des Telliers (parcelle traversante). Il est repris comme éléments de patrimoine d’intérêt local[6].
- Au 48-50 : cet Immeuble Remarquable, de l'architecte Georges BISSON, entièrement en béton armé et couronné d’un étonnant clocheton, cet immeuble de rapport referme pour partie le cours Langlet à son extrémité sur la rue Thiers. Il est repris comme éléments de patrimoine d’intérêt local[7].
- L'Hôtel de Bézannes qui fait objet d’une inscription au titre des monuments historiques [8] a été déplacé pour la reconstruction ;
- La Fontaine des Boucheries initialement implanté sur cours Langlet, a été déplacé pour l'arrivée du tramway, au bout du cours Langlet sur la place Jules-Lobet.

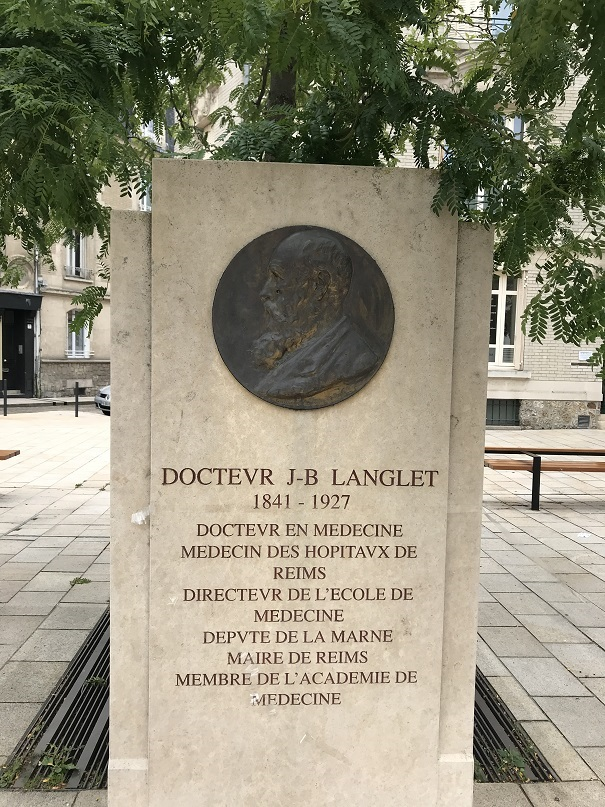
Stèle en mémoire du Docteur J.B. Langlet
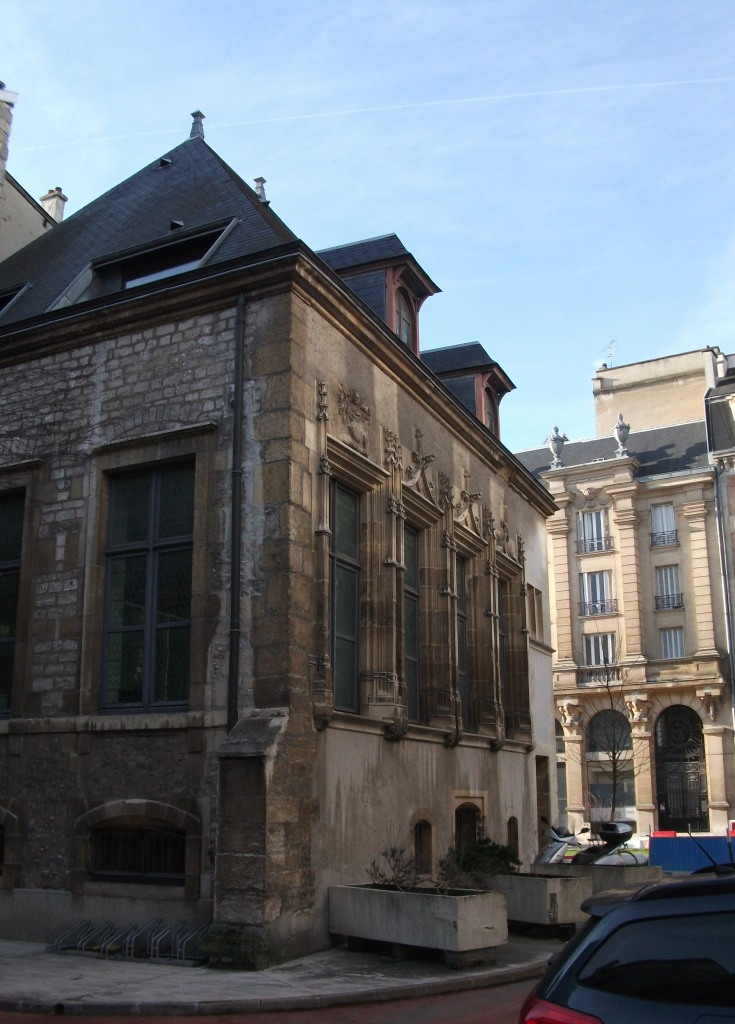
Hôtel de Bezannes.
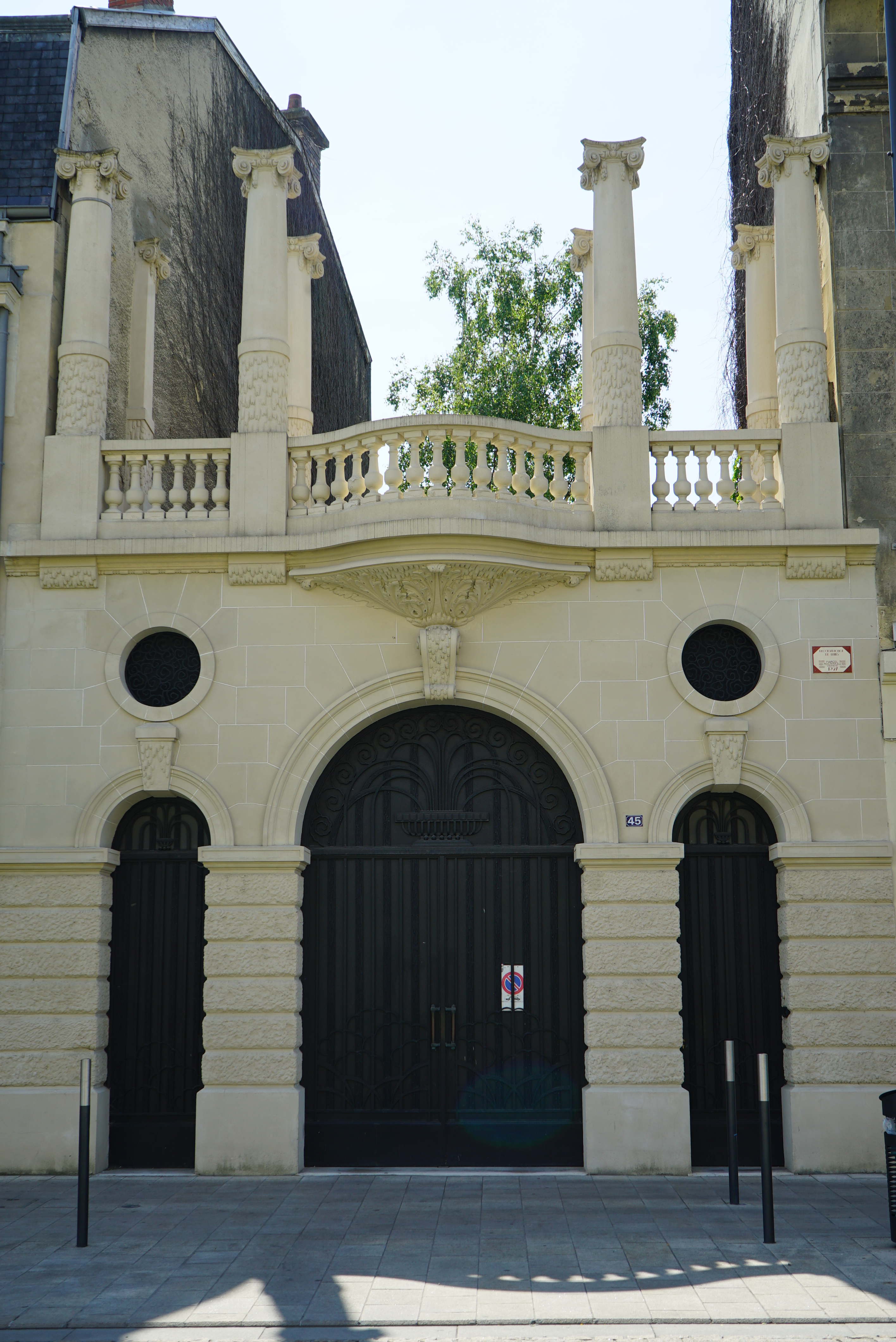
Au 45.
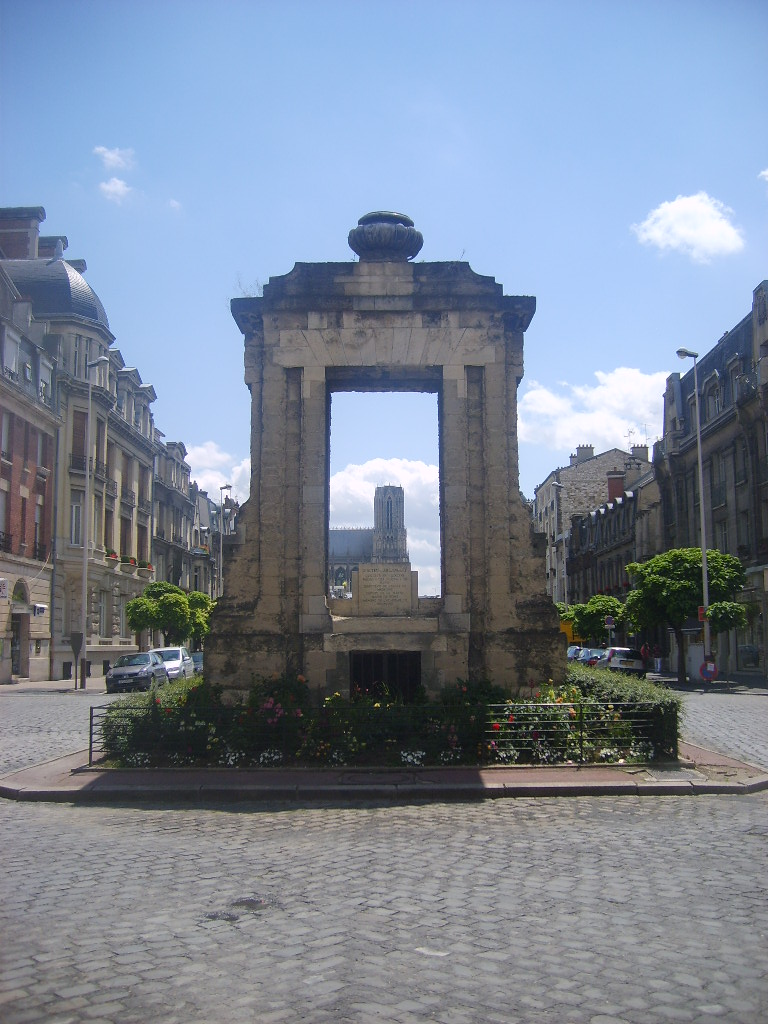
la fontaine des Boucheries aujourd'hui déplacée.
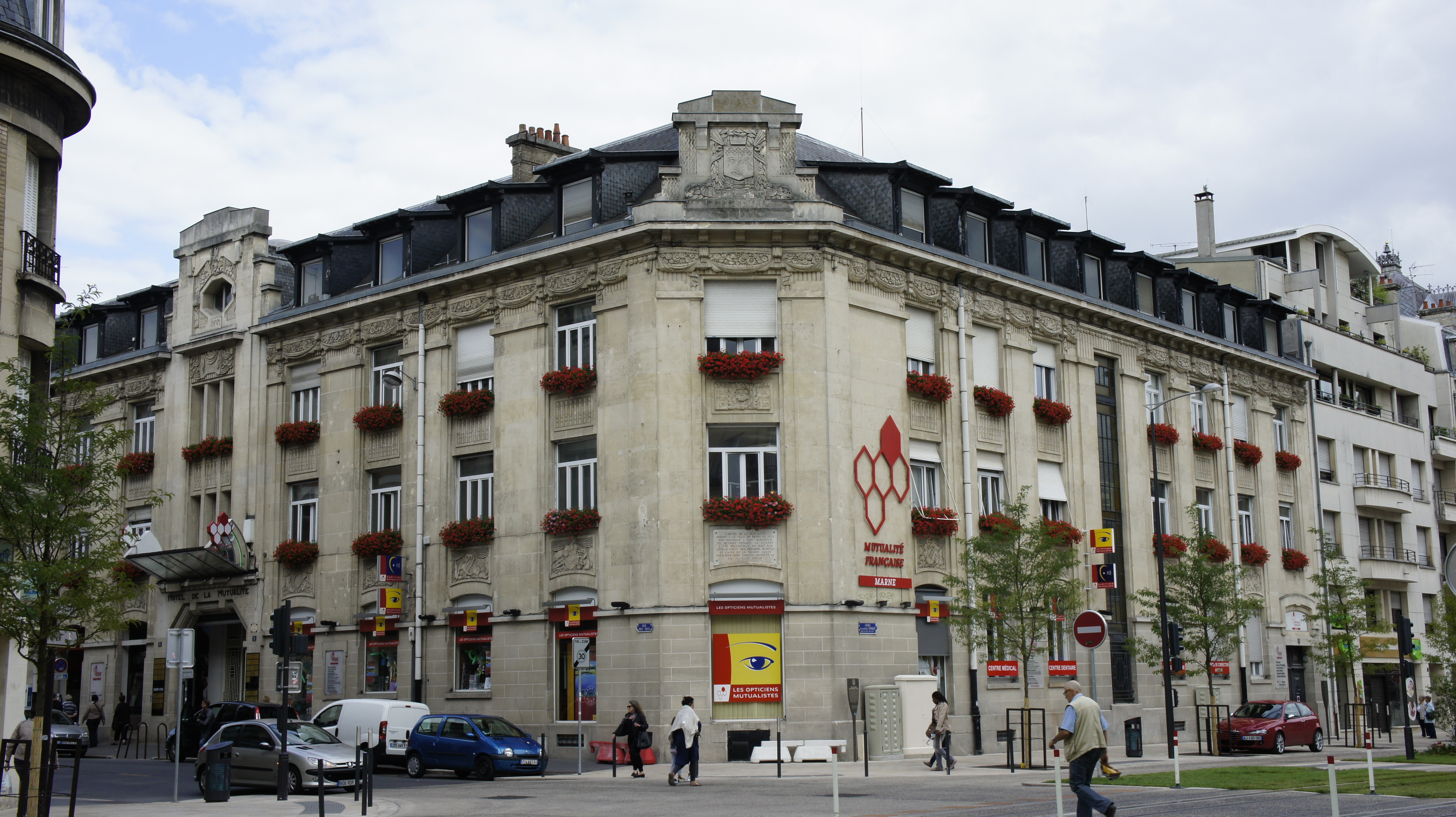
Au 12 immeuble de la Mutualité.